# Bulls de Birmingham (ECHL)
Pour les articles homonymes, voir Bulls de Birmingham.
Les Bulls de Birmingham  sont une franchise professionnelle de hockey sur glace qui a évolué dans l'ECHL de 1992 à 2001.

## Historique
En neuf ans d'existence, la franchise a été le club-école de plusieurs équipes de LIH, de LAH et de LNH : les Cyclones de Cincinnati à deux reprises, les IceCats de Worcester, les Panthers de la Floride et les Blues de Saint-Louis.
Elle n'est jamais parvenue en finale des séries éliminatoires, sa meilleure saison en 1993-1994 se terminant par une défaite en demi-finale.

## Statistiques
| No | Saison    | PJ | V  | D  | DP | DTB | BP  | BC  | Pts | Classement             | Séries éliminatoires | Entraîneur                                    |
| -- | --------- | -- | -- | -- | -- | --- | --- | --- | --- | ---------------------- | -------------------- | --------------------------------------------- |
| 1  | 1992-1993 | 64 | 30 | 29 | 2  | 3   | 290 | 313 | 65  | 6e, division Ouest     | Non qualifiés        | Bruce Garber                                  |
| 2  | 1993-1994 | 68 | 44 | 20 | 3  | 1   | 340 | 268 | 92  | 2e, division Ouest     | Éliminés au 3e tour  | Phil Roberto                                  |
| 3  | 1994-1995 | 68 | 26 | 38 | 4  | 0   | 273 | 325 | 56  | 6e, division Ouest     | Éliminés au 2e tour  | Phil Roberto                                  |
| 4  | 1995-1996 | 70 | 26 | 39 | 0  | 5   | 258 | 360 | 57  | 6e, division Sud       | Non qualifiés        | Phil Roberto Jerome Bechard Dennis Desrosiers |
| 5  | 1996-1997 | 70 | 36 | 25 | 0  | 9   | 291 | 296 | 81  | 2e, division Sud       | Éliminés au 2e tour  | Dennis Desrosiers                             |
| 6  | 1997-1998 | 70 | 39 | 23 | 0  | 8   | 293 | 257 | 86  | 2e, division Sud-Ouest | Éliminés au 1er tour | Dennis Desrosiers                             |
| 7  | 1998-1999 | 70 | 37 | 29 | 0  | 4   | 251 | 267 | 78  | 3e, division Sud-Ouest | Éliminés au 2e tour  | Dennis Desrosiers                             |
| 8  | 1999-2000 | 70 | 29 | 37 | 0  | 4   | 255 | 297 | 62  | 8e, division Sud-Ouest | Non qualifiés        | Dennis Desrosiers                             |
| 9  | 2000-2001 | 72 | 28 | 40 | 0  | 4   | 224 | 296 | 60  | 8e, division Sud-Ouest | Non qualifiés        | Mike Zruna                                    |